# Colocasiomyia iskandari
Colocasiomyia iskandari är en tvåvingeart som först beskrevs av Toyohi Okada 1986.  Colocasiomyia iskandari ingår i släktet Colocasiomyia och familjen daggflugor. Inga underarter finns listade i Catalogue of Life.